# 默特爾格羅夫 (佛羅里達州)
默特爾格羅夫（英語：Myrtle Grove）是位於美國佛羅里達州艾斯康比亞縣的一個人口普查指定地區。

## 地理
默特爾格羅夫的座標為30°25′12″N 87°18′09″W / 30.42000°N 87.30250°W，而該地最高點為海拔高度23米（即75英尺）。

## 人口
根據2010年美國人口普查的數據，默特爾格羅夫的面積為17.40平方千米，當中陸地面積為17.20平方千米，而水域面積為0.20平方千米。當地共有人口15870人，而人口密度為每平方千米912人。